# Zvezdy Kazakhstan 13
Zvezdy Kazakhstan 13 es un recopilatorio de videoclips en DVD que recoge los mayores éxitos del KZPop en idioma ruso dentro del panorama musical de Kazajistán a finales del año 2007.

## Canciones
- 1. All Davay !!! — Bez tebja
- 2. FM — Zima
- 3. Ivan Breusov — Ptici Belye
- 4. Shamsi — Moj angel
- 5. Ayqın Tölepbergen — Ubjadishe Cveti
- 6. AYARI — Za tovoj
- 7. DO^STAR — Bez tebja
- 8. Serdceyedki — Pozhar
- 9. JANNI — Senyera noch
- 10. TABU — Tabu
- 11. Lana — Hanuma
- 12. Almas Kişqembaev & Énxar Émir — Ty moja nagrada
- 13. Garem — Bezgreshnaya ljubov
- 14. Maqpal Isabekova — Kto ostanobit dozhd
- 15. Ikan — Zhdnye ruki dozhdja
- 16. LIDO — I'm alone
- 17. Gildija, Sabotazh, Töqejan — Vmeste
- 18. Sara Nayman — Time to say good bye
- 19. Nurlan Abdullin — Moja Zhena